# دوني جونز
دوني جونز (بالإنجليزية: Donnie Jones)‏ (و. 1980  م) هو لاعب كرة قدم أمريكية، من الولايات المتحدة، ولد في باتون روج، لويزيانا، يلعب كراكل ‏.

## التعليم
تعلم في Catholic High School (Baton Rouge, Louisiana) ‏.